# Culeolus antarcticus
Culeolus antarcticus är en sjöpungsart som beskrevs av Vera Mikhaylovna Vinogradova 1962. Culeolus antarcticus ingår i släktet Culeolus och familjen lädermantlade sjöpungar.
Artens utbredningsområde är Södra Ishavet. Inga underarter finns listade i Catalogue of Life.